# Rigossa
Il Rigossa (anticamente Butrium) è un torrente, affluente di destra del Pisciatello, che nasce nella fascia collinare della provincia di Forlì-Cesena.

## Percorso
Il Rigossa nasce nella fascia collinare dell'Appennino cesenate, all'interno del territorio comunale di Roncofreddo. Scorre in una piccola valle verso nord, segnando, una volta superata la località di Castiglione, il confine tra i comuni di Montiano e Longiano. Entrato sinuosamente in pianura in località Badia, forma un'ansa verso nord-est, riceve in destra orografica il torrente Massa dopodiché scorre canalizzato. A Budrio di Longiano interseca la via Emilia e, più a valle presso Gambettola, la ferrovia Bologna-Ancona. Lasciato il tessuto urbano gambettolese il Rigossa scorre verso nord-est cinto da argini, interseca l'autostrada A14 e attraversa la frazione di Sant'Angelo di Gatteo. Nel tratto finale del suo percorso il torrente bagna la pianura costiera, scorrendo parallelamente alla strada provinciale 108, interseca la strada statale 16 Adriatica e confluisce in destra orografica nel Pisciatello presso l'abitato di Gatteo a Mare.

## Regime idrografico
Il bacino imbrifero di raccolta acque del Rigossa è di 20,5 km2 mentre la portata media si attesta intorno a 0,12 m3/s